# ايمانويل فابر
ايمانويل فابر (بالفرنسية: Emmanuel Faber)‏ هو شخصية أعمال فرنسي، ولد في 22 يناير 1964 في غرونوبل في فرنسا. وهو الرئيس التنفيذي السابق لشركة دانون.